# Sustituto alimenticio

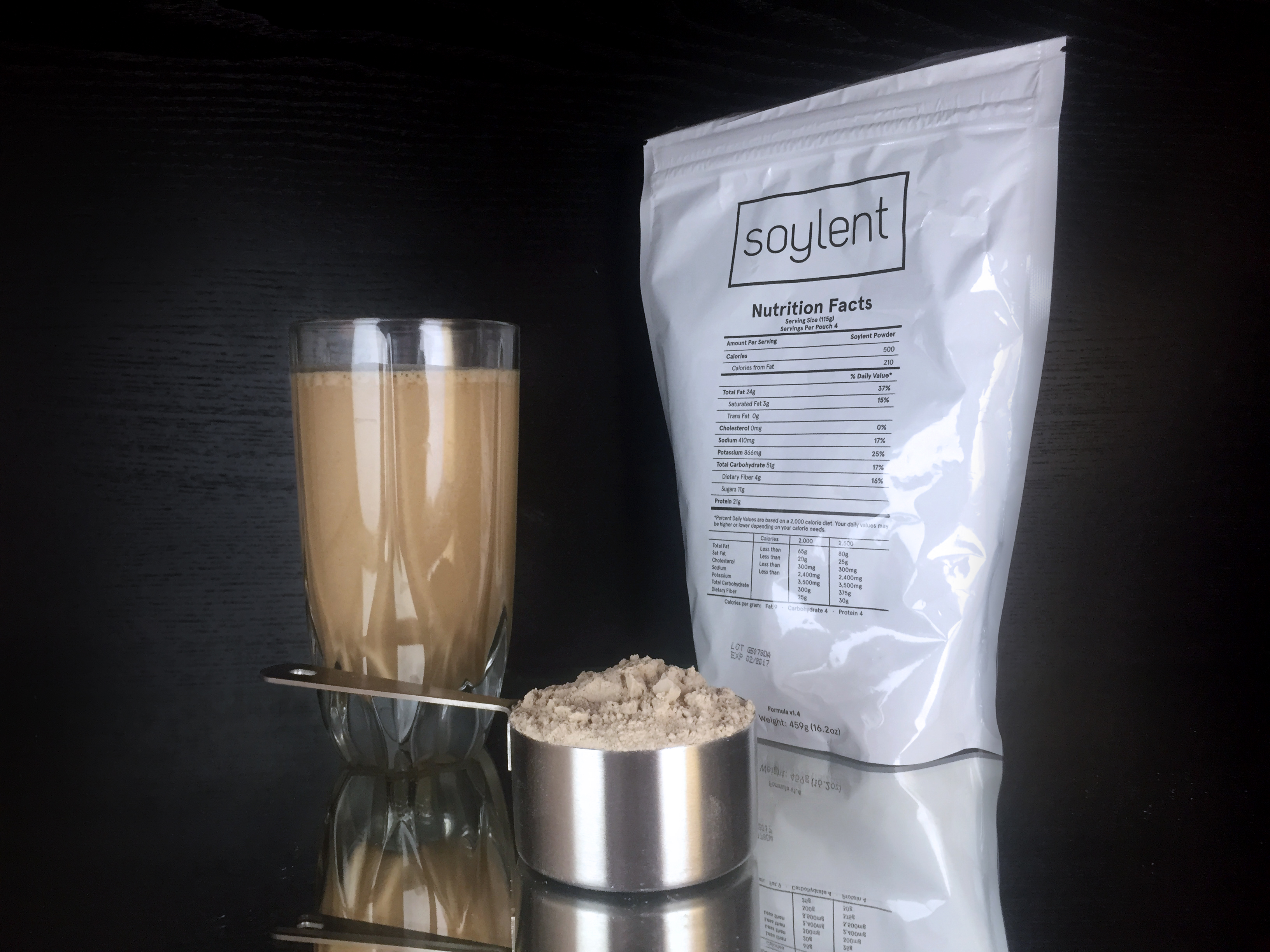
Los sustitutos alimenticios a menudo vienen en forma líquida, pero también hay comidas y bebidas en polvo como Soylent.

Un sustituto alimenticio o sustitutivo de comida es un producto destinado a sustituir una comida de la dieta diaria, normalmente con cantidades controladas de calorías y nutrientes. Algunas bebidas vienen en forma de polvo o de batidos saludables premezclados que pueden ser más baratos que los alimentos sólidos con cualidades saludables idénticas. Las bebidas sustitutivas de comidas recetadas médicamente incluyen las vitaminas y los minerales necesarios por el cuerpo. Los culturistas a veces usan sustitutos alimenticios, que no fueron formulados para bajar de peso, con el propósito de ahorrar tiempo en la preparación de alimentos cuando tienen de 5 a 6 comidas al día.

## Regulaciones

### Unión Europea
En los países de la Unión Europea, los sustitutivos de comidas se dividen en dos categorías: «sustitutivo de una comida para control del peso» (suplemento alimenticio) y «sustitutivo de la dieta completa para control del peso». Los nutrientes que componen las mezclas están regulados por la Directiva 96/8/CE de la Comisión de 26 de febrero de 1996 relativa a los alimentos destinados a ser utilizados en dietas de bajo valor energético para reducción de peso. Por ejemplo, un sustitutivo de una comida debe proporcionar las cantidades mínimas especificadas de varias vitaminas y minerales, asimismo contener entre 200 y 400 calorías alimentarias de energía, de las cuales no más del 30% puede provenir de grasas. La información de la etiqueta está prescrita y el empaque debe proporcionar una declaración de que el producto no debe usarse durante más de tres semanas sin consejo médico para proteger a los usuarios de una malnutrición inadvertida.

### Estados Unidos
En los Estados Unidos, el concepto de «sustitutivo de comida» no está definido por las reglas de la Administración de Alimentos y Medicamentos. Por regla general, este concepto se refiere a alimentos de calorías controladas que se comercializan como barras o bebidas (listas para beber o en polvo) que están destinados a sustituir una comida alta en calorías. Los sustitutivos de comida generalmente contienen de 200 a 250 calorías por porción, están fortificados con 20 o más vitaminas y minerales y se comercializan como bajos en grasa y azúcar.
Los sustitutivos de comidas pueden regularse como alimentos convencionales o funcionales.

### Canadá
En Canadá, los sustitutos alimenticios se rigen por las normas de la Agencia Canadiense de Inspección de Alimentos y deben cumplir con los requisitos mínimos de calorías, proteínas y vitaminas. Por lo tanto, algunos productos estadounidenses no pueden venderse en Canadá. La marca estadounidense de sustitutos alimenticios Soylent fue bloqueada en Canadá en 2017 después de vender el producto allí durante dos años. En 2020, Soylent volvió a estar disponible en Canadá.

### Asia
Los sustitutos alimenticios no están estrictamente regulados en Asia. Sin embargo, algunos países como Singapur, Hong Kong y Malasia son estrictos con las afirmaciones que hacen las compañías de sustitutos alimenticios en relación con los beneficios para la salud y el adelgazamiento. Los sustitutos alimenticios no son tan populares como en los Estados Unidos o Europa, por lo que en la mayoría de los casos se usan solo para casos clínicos. A pesar de esto, ha habido nuevas empresas locales que se centran únicamente en estos productos. Las marcas asiáticas populares incluyen Base Foods de Japón y Sustenance de Singapur.

## Eficacia
Existe cierta evidencia de que la dieta a base de sustitutos alimenticios es efectiva para adelgazar en personas obesas. La masa corporal magra se conserva mejor que con las dietas muy bajas en calorías, las cuales son un tipo de dieta relacionado pero no regulado y potencialmente con formulaciones de nutrientes desequilibradas e insuficientes.
Los sustitutos alimenticios se pueden usar para tratar la diabetes al mantener la pérdida de peso. Según la Asociación Estadounidense de Diabetes (ADA), los sustitutos alimenticios se pueden usar una o dos veces al día, en lugar de las comidas regulares, para mantener la pérdida de peso de las personas diabéticas. Sin embargo, esa pérdida de peso solo se puede mantener mientras el individuo se mantenga al día con el plan de sustitutos de comida.
Los efectos de los sustitutos alimenticios en la pérdida de peso para personas con enfermedades mentales, como esquizofrenia, trastorno esquizoafectivo, trastorno bipolar, no son concluyentes.

## Impacto medioambiental
Un cambio de alimentos de origen animal a alimentos de origen vegetal y sustitutivos de comidas más sostenibles puede reducir las emisiones de gases de efecto invernadero, además de reducir el uso de la tierra y agua.

## En la cultura popular
Los sustitutos alimenticios han sido una característica habitual de la ciencia ficción, especialmente en el género de los viajes espaciales, al menos desde la película Santa Claus Conquers the Martians (1964) y la serie de televisión Perdidos en el espacio (1965).